# Amphicnemis isabela
Amphicnemis isabela är en trollsländeart som beskrevs av Gapud 2006. Amphicnemis isabela ingår i släktet Amphicnemis och familjen dammflicksländor. Inga underarter finns listade i Catalogue of Life.